# トヨタ・プリウスC
プリウスC（プリウス シー、PRIUS C）は、トヨタ自動車が製造・販売していたハッチバックである。海外の「プリウスシリーズ」の3台目モデルでもある。

## 概要
初代アクアの北米市場での車名で、サブコンパクトカーに分類される。
プリウスcの「c」は、プリウスよりも小型で、後部のトランクスペースや高級感を必要とせず（ただし、座席スペースはプリウスと基本的には同一）、一人暮らしの若者を対象としているため、「都市」の中心になる車両を意味する。コンパクトハッチバックのため、細いスペースでの駐車が簡単で人気がある。
グレード構成は日本仕様とは異なり、ベーシックグレードの「One」、「One」に6:4分割可倒式リアシート、クルーズコントロールなどを追加した「Two」、「Two」にスマートキーシステム、日本仕様のアクアには設定のないムーンルーフなどを追加した「Three」、「Three」にアルミホイール、フォグランプなどを追加した「Four」の4つの仕様となる。「One」・「Two」が日本仕様の「S」、「Three」が「G」、「Four」が「ツーリング・パッケージ」装着車に該当する。

装備も日本仕様のアクアと比べて異なり、車内の9か所にエアバッグが標準搭載され（運転席・助手席エアバッグ、同サイドエアバッグ、カーテンシールドエアバッグに加えて、アクアでは設定のない運転席・助手席シートクッションエアバッグと運転席ニーエアバッグも設定される）、こちらもアクアには設定のないタイヤ空気圧警告灯などが全車で標準装備となっている。アクアとは違い、ボディーカラーはイエローを除いた9色がラインナップされる。

## 沿革（型式：NHP10L/10R型、2012年-2019年）
- 2010年1月12日、2010年北米国際自動車ショー（デトロイトモーターショー）において小型ハイブリッド車のコンセプトカー「FT-CH」を出展。
- 2011年1月11日、デトロイトで開催された2011年北米国際自動車ショー（デトロイトモーターショー）において「PRIUS C concept」を出展。デザインはFT-CHからヒントを得ている。
- 2014年11月、アクアに先行して大幅改良された2015年モデルがロサンゼルスオートショーでワールドプレミアされた。この大幅改良では、GT86に似たフロントバンパーとヘッドライトを採用し、より力強い外観デザインになった。他にも、テールライトも変更され、インテリアはメタリックのエアコン吹き出し口を採用したほか、クライメートコントロールのデザインが変更され、デジタル・スピードメーターのデザインが一新された。
- 2017年、2度目のフェイスリフトを実施。1度目と比べ変化は少ないが、ボンネットの形状変更、バンパーの改良、LEDのC型テールライトのデザイン変更のほか、北米仕様に限り新規のホイールアーチの採用などが行われた。
- 2019年、販売終了。

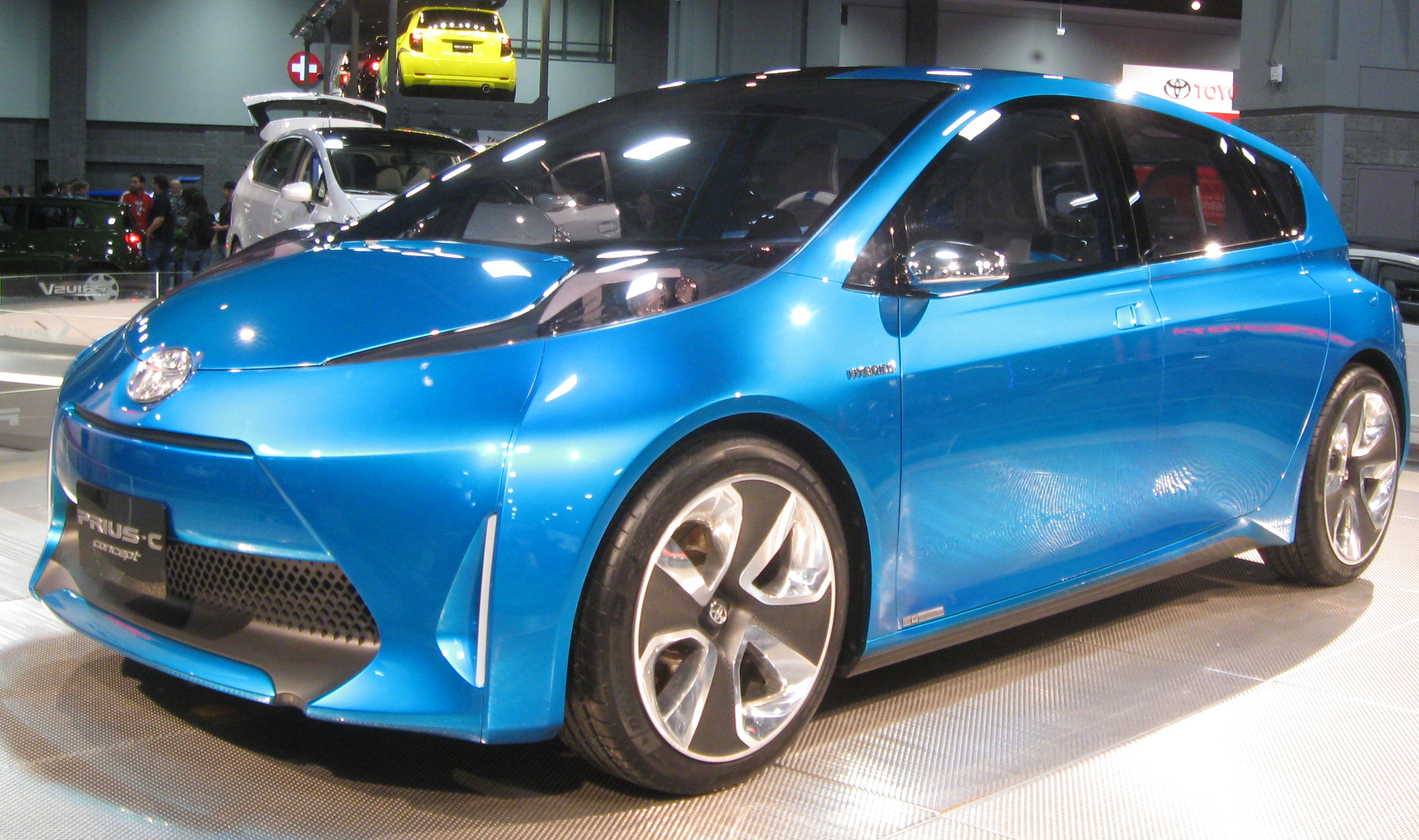
プリウスCコンセプト
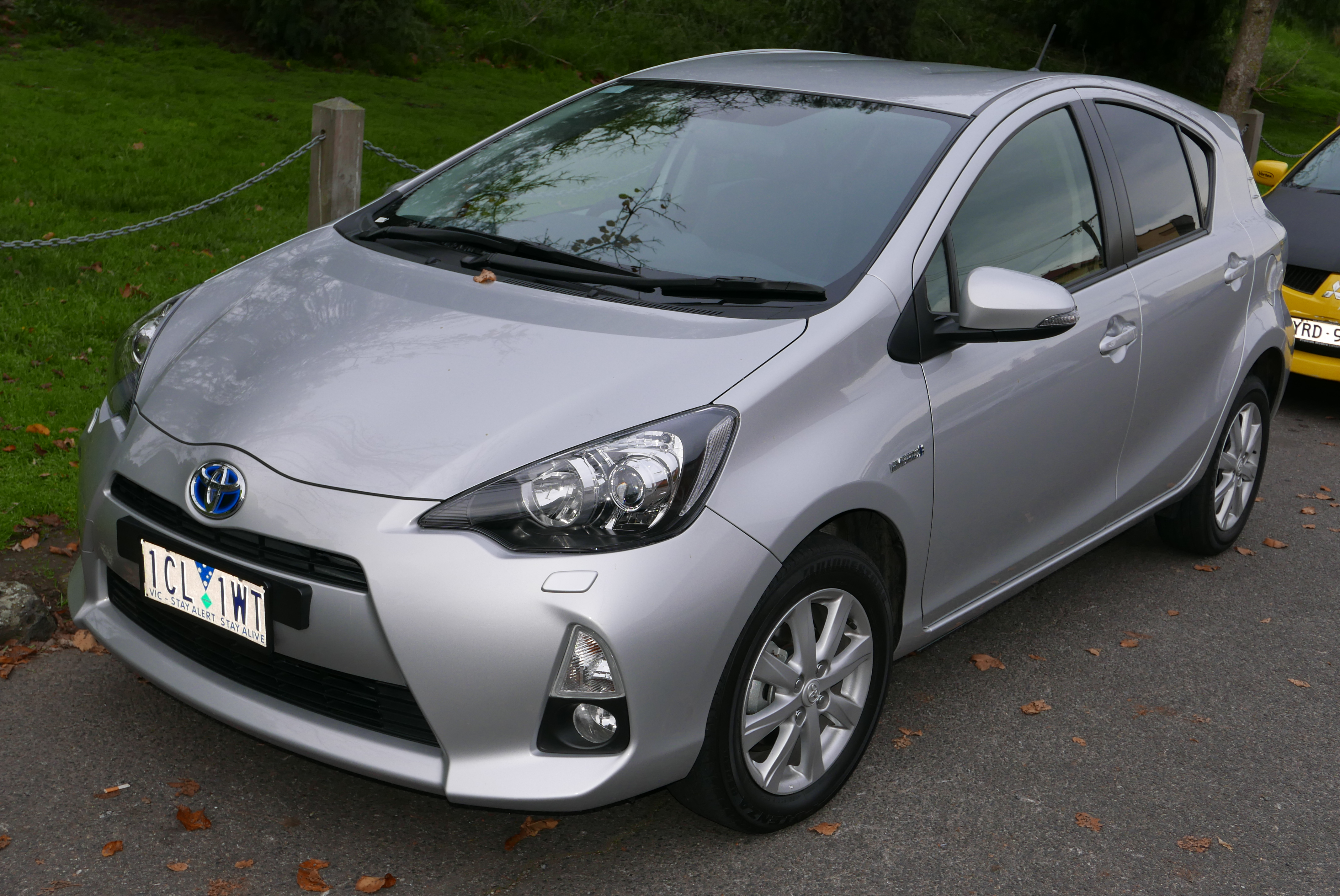
大洋州仕様（NHP10R） 2012年モデル（フロント）
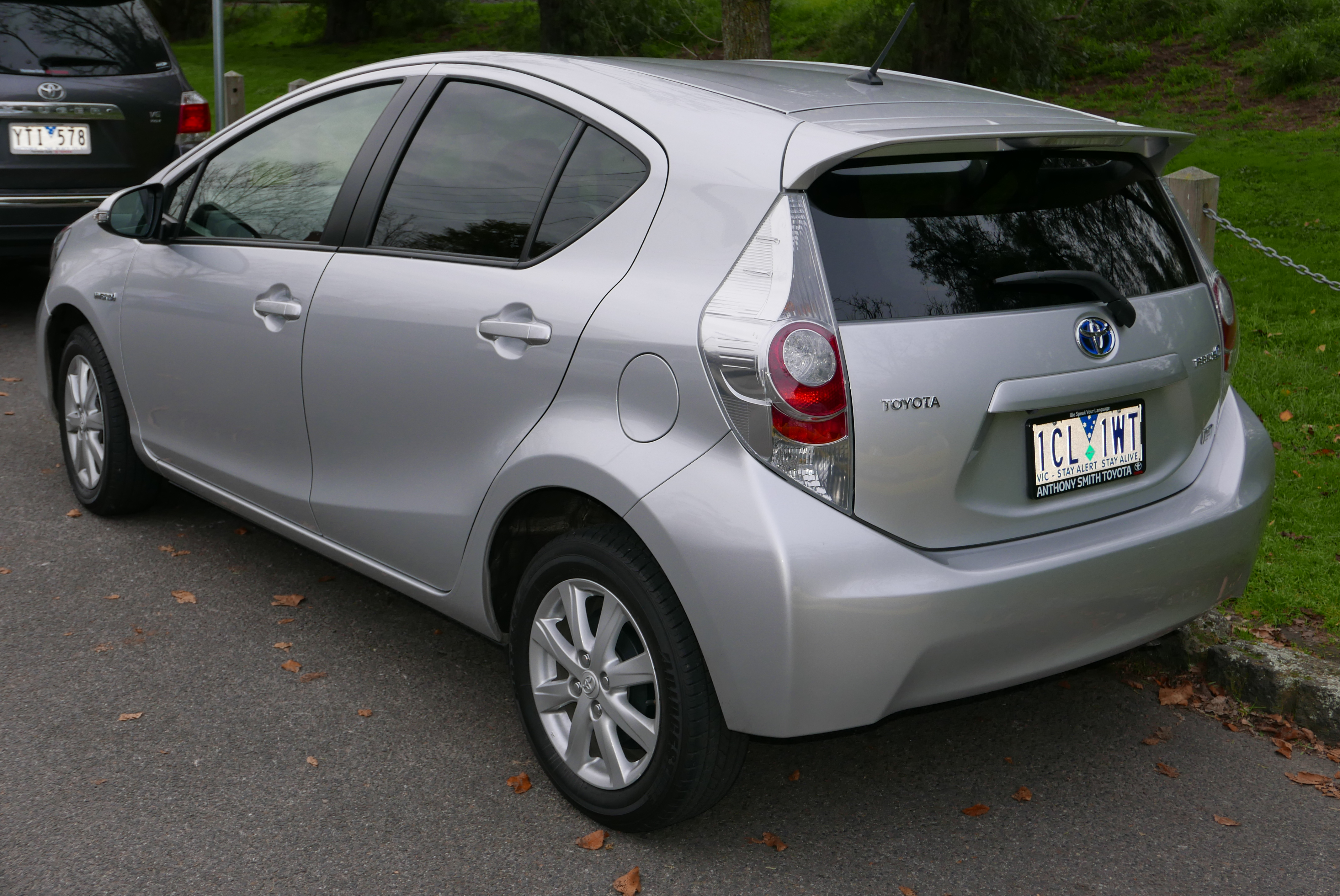
大洋州仕様 2012年モデル（リア）
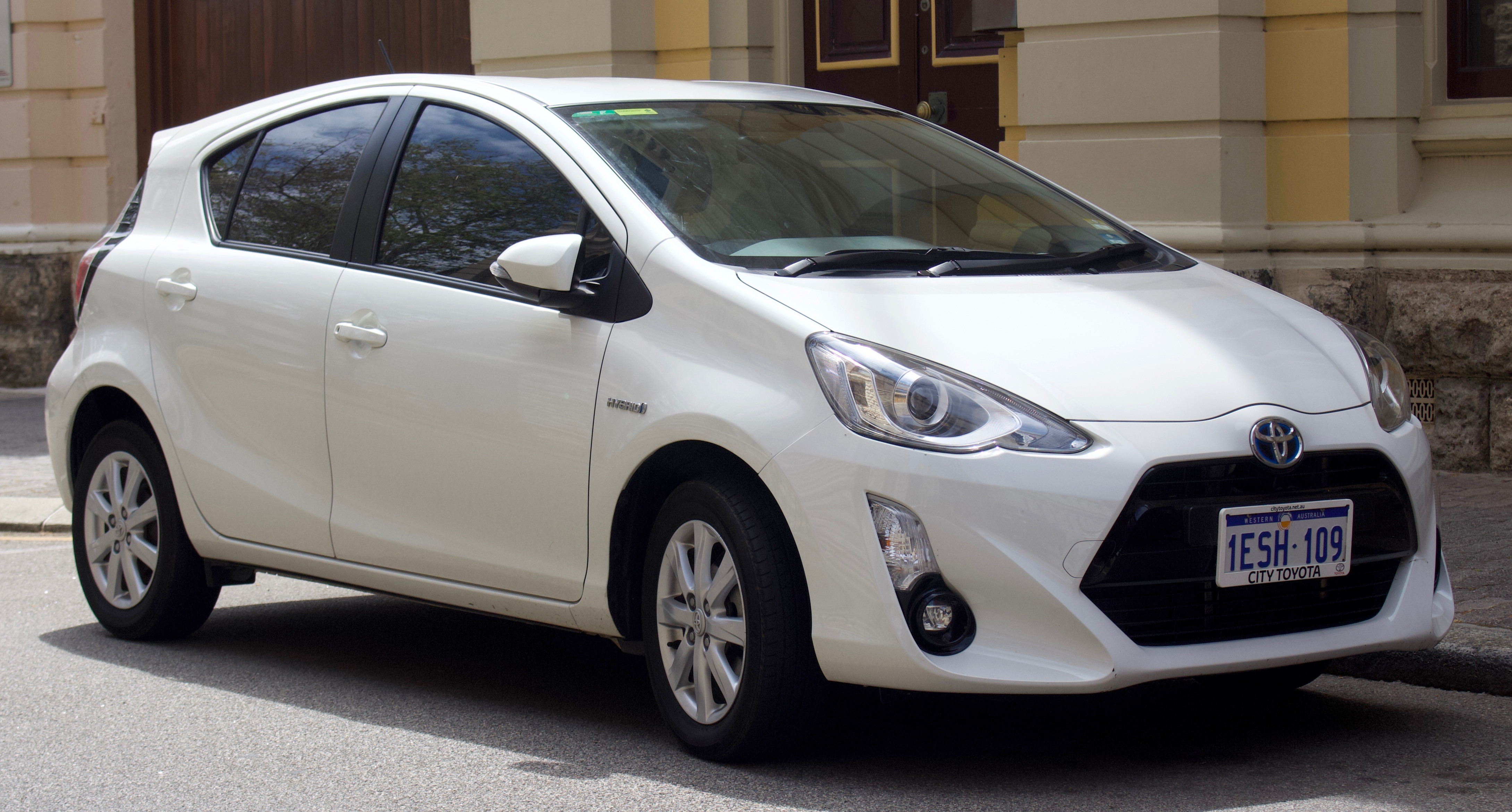
大洋州仕様（NHP10R） 2015年モデル（フロント）
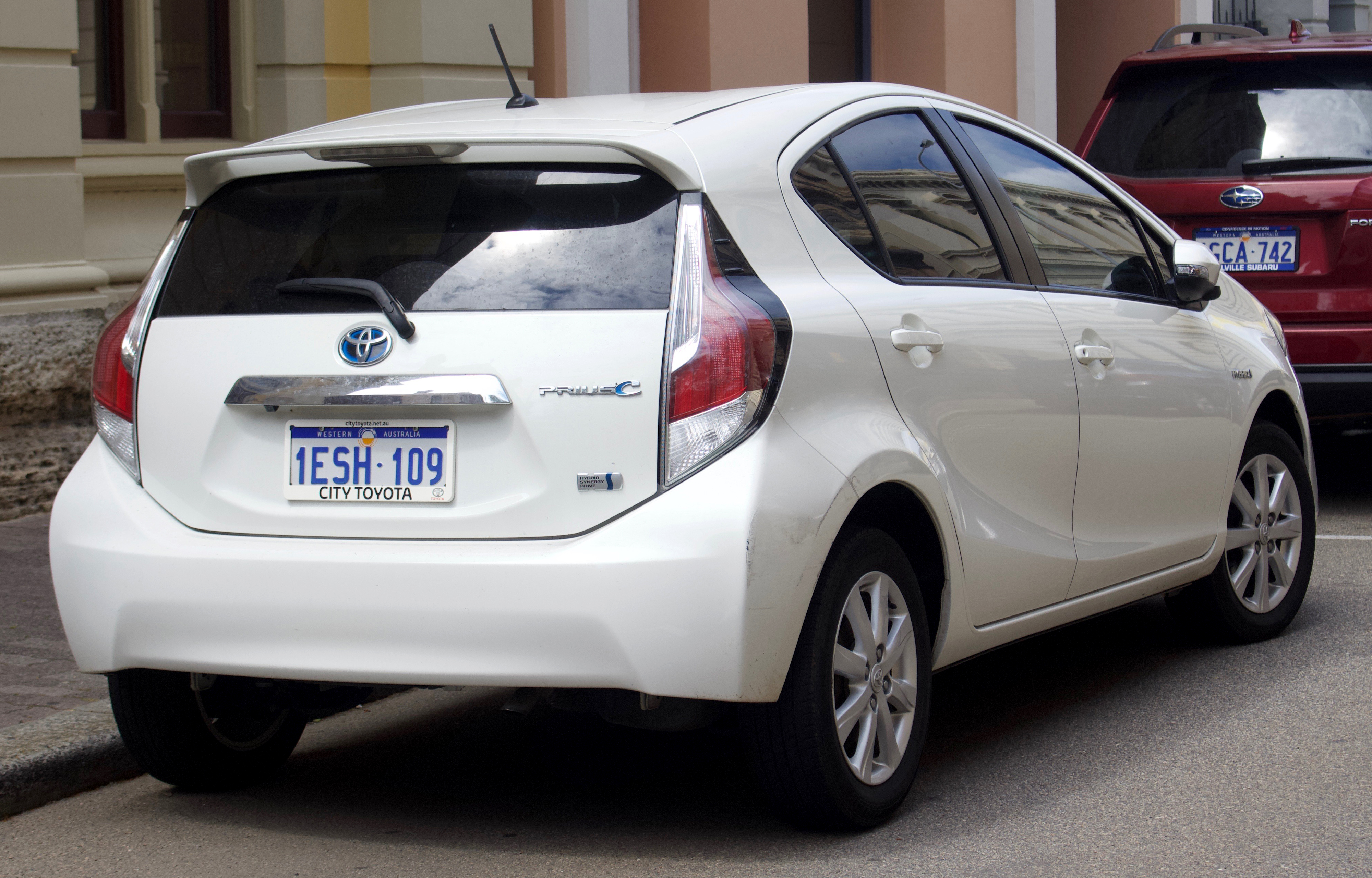
大洋州仕様 2015年モデル（リア）
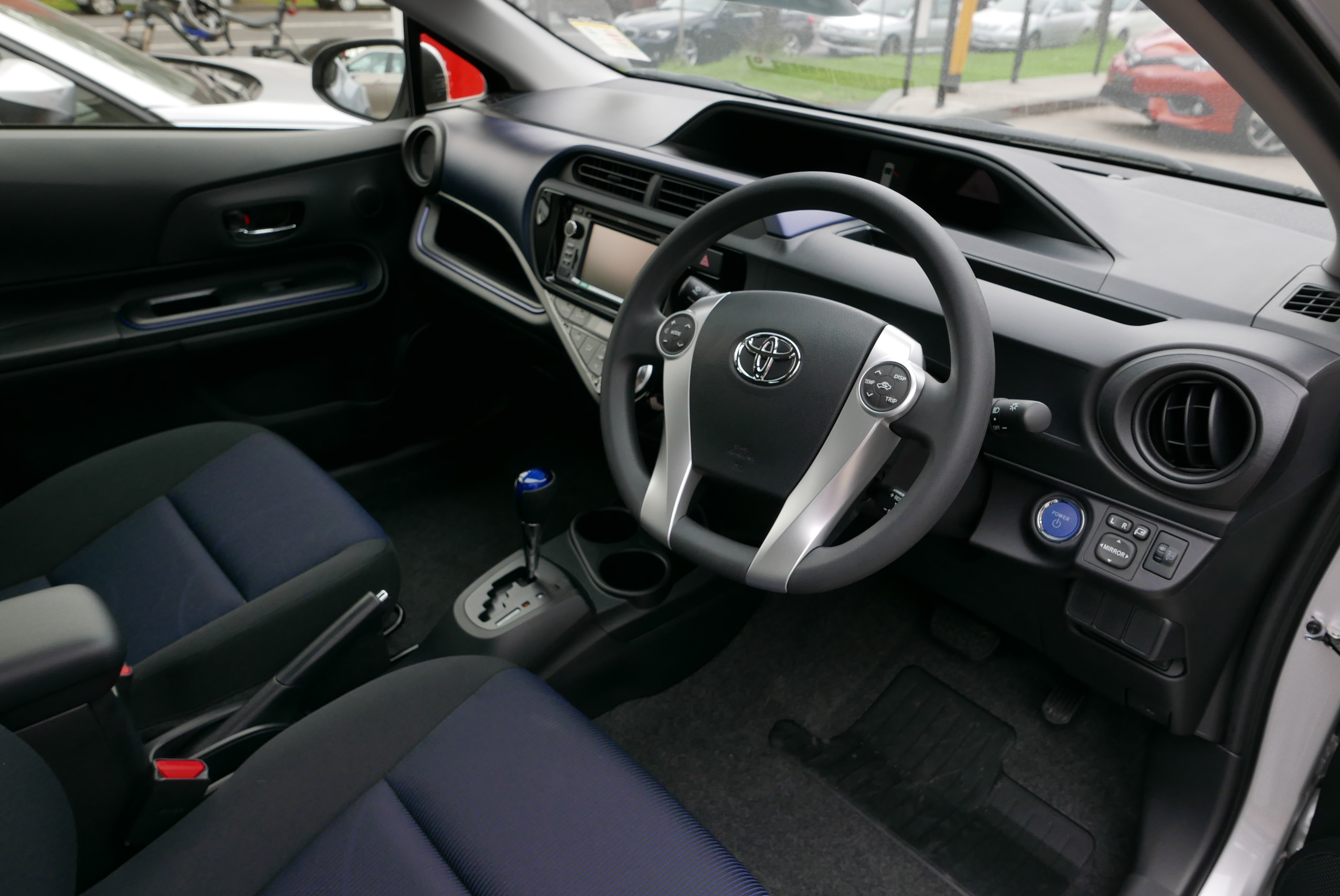
大洋州仕様 2015年モデル（インテリア）
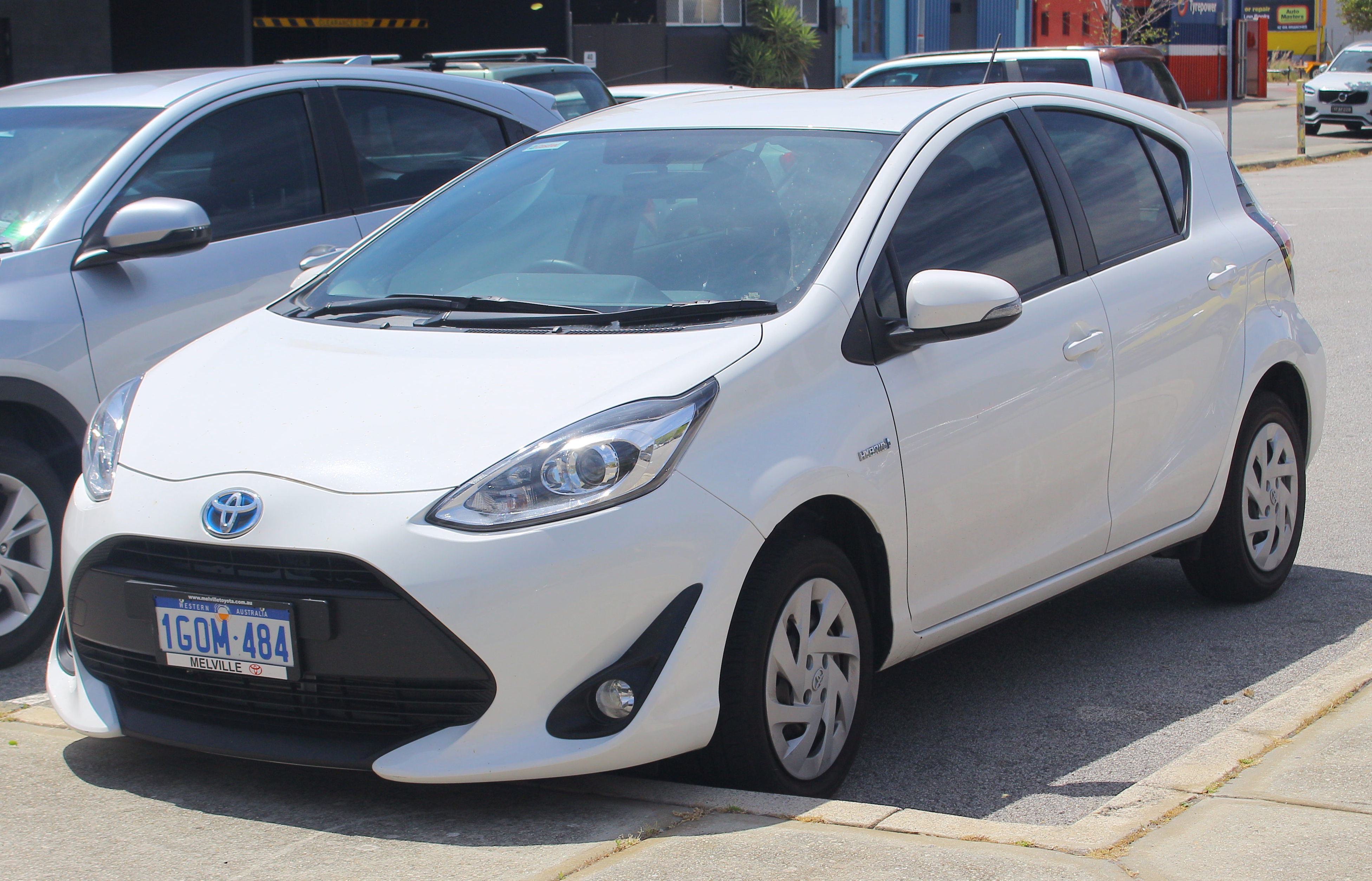
大洋州仕様（NHP10R） 2018年モデル（フロント）
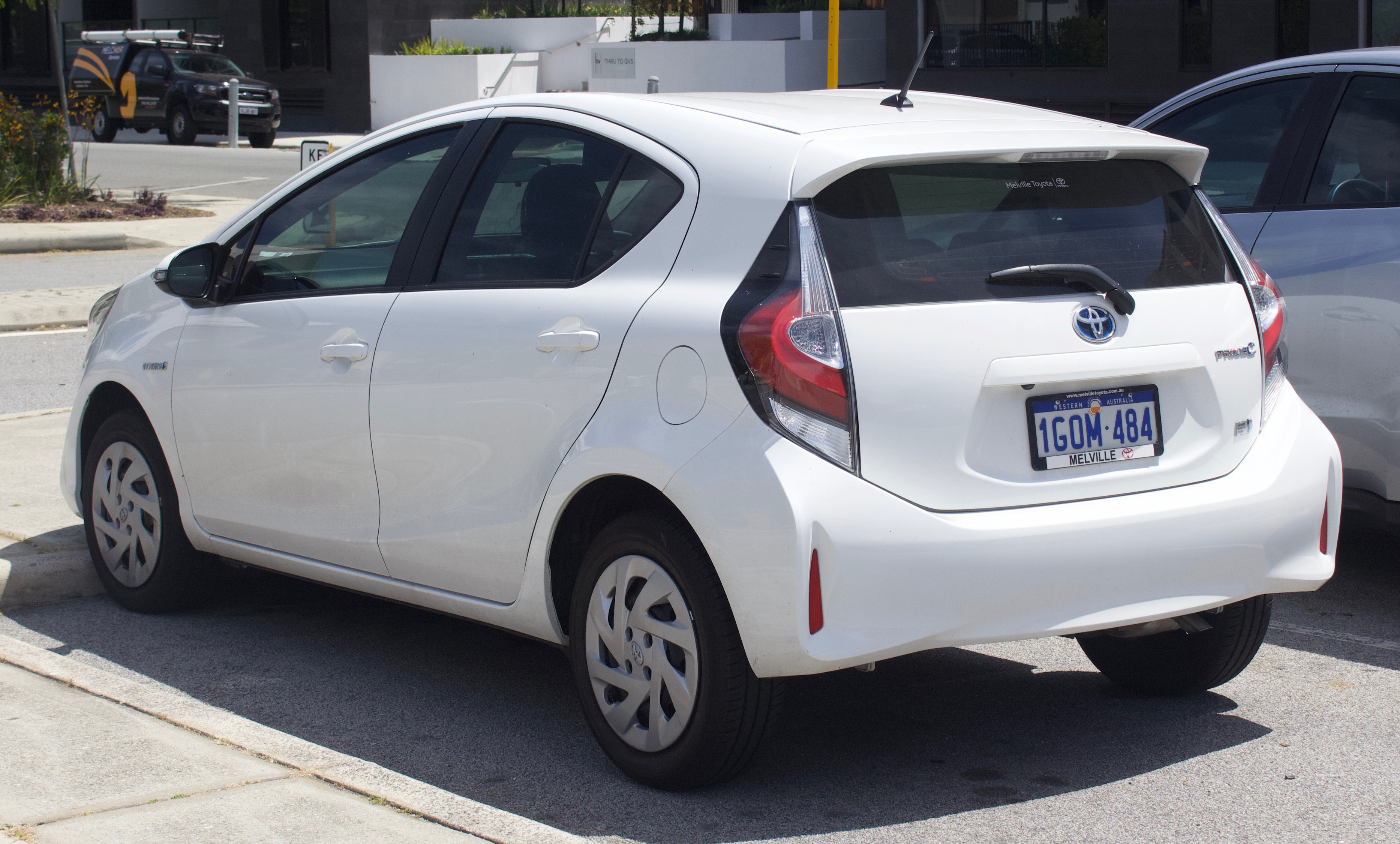
大洋州仕様 2018年モデル（リア）

## 車名の由来
- 「PRIUS」は、ラテン語で「〜に先駆けて、〜に先立って」という意味。
- 「C」は、「City」の頭文字からとったものである。